# Interrex (storia romana)
L'Interrex era una istituzione del diritto romano, nata in età regia ed evolutasi in quella repubblicana, per la quale, quando veniva a mancare il potere supremo dello Stato romano, questo veniva esercitato da un Interrex per un periodo limitato di tempo.

## Età monarchica
L'interregno era un istituto tipico del diritto romano arcaico, attraverso il quale, ogni qualvolta il rex veniva a mancare, il potere veniva attribuito ai patres, cioè ai membri del Senatus. Durante l'interregno il potere veniva esercitato, a turno ogni cinque giorni, da ciascuno dei membri del Regium Consilium, suddiviso per l'occasione in dieci decurie. L’interregnum poteva nel complesso avere una durata varia da 5 a 500 giorni.

## Età repubblicana
Nella Roma repubblicana l'interrex, pl. interreges, era un magistrato nominato dal Senato romano esclusivamente per convocare i comitia centuriata, le assemblee popolari della Res Publica Romana, col fine di eleggere i nuovi consoli o i nuovi tribuni consolari, quando i loro predecessori non avevano potuto provvedere essi stessi durante il loro mandato. L'eletto riceveva l’imperium, che gli dava diritto di verificare se gli auspicia fossero favorevoli. E del resto l’interregnum si fondava sul principio base che, anche in seguito alla morte del sovrano, ci fosse continuità negli auspicia, i quali redeunt ad patres (tornano ai patres del Senato romano). Ed insieme agli auspicia tornava ai "padri" anche l’auctoritas patrum.
Ogni interrex manteneva l'incarico per soli cinque giorni, come durante il periodo regio; qualora, passati i cinque giorni, l'elezione non si fosse ancora tenuta, l’interrex designava il suo successore, al quale trasmetteva il suo imperium e si dimetteva. Gli interreges si succedevano in questo modo finché i nuovi magistrati non venivano eletti. Durante i cinque giorni di interregnum, gli interreges diventavano la carica suprema dello stato, e raccoglievano in sé i poteri originariamente affidati al Re o ai consoli nei primi anni della Repubblica. Era inoltre l’unica carica in grado di superare il veto di un tribuno, che normalmente gravava persino sui dittatori.
I comitia per eleggere i primi consoli, Bruto e Collatino vennero presieduti da Spurio Lucrezio, nominato interrex per l'occasione.
Almeno a partire dal 482 a.C. gli interreges vennero scelti tra l'intero corpo senatoriale e non solo tra i decem primi, i dieci senatori più autorevoli, come accadeva nel periodo regio. Tuttavia, poiché i plebei non erano ammessi a questa carica, l'elezione veniva decisa dai soli senatori patrizi che si riunivano senza i membri plebei; per questa ragione, e considerando l'influenza che l’interrex esercitava per l'elezione dei nuovi magistrati, i tribuni della plebe si opponevano strenuamente alla nomina dell’interrex.
Di questa magistratura si hanno notizie fino alla seconda guerra punica; in seguito riappare al tempo di Silla quando il Senato nomina un interrex per presiedere i comitia per la sua nomina a dittatore, nell'82 a.C.. Un altro interrex fu nominato nel 55 a.C. per presiedere i comitia in cui furono eletti consoli Pompeo e Crasso. L'ultimo interrex di cui si ha notizia è Marco Emilio Lepido nel 52 a.C., seguito da un interrex ignoto che vide la nomina di Pompeo a console unico.